# Jeux du Canada d'hiver de 2015
Navigation
Édition précédente
Les Jeux du Canada d'hiver de 2015 sont des compétitions de sports d'hiver qui opposent les provinces et territoires du Canada du 14 février au 1er mars 2015.
Les Jeux du Canada sont présentés tous les deux ans, en alternance l'hiver et l'été. La ville-hôte est Prince George, en Colombie-Britannique.

## Tableau des médailles
| Rang | Province ou territoire    | Médaille d'or | Médaille d'argent | Médaille de bronze | Total |
| ---- | ------------------------- | ------------- | ----------------- | ------------------ | ----- |
| 1    | Québec                    | 62            | 39                | 40                 | 141   |
| 2    | Ontario                   | 46            | 40                | 24                 | 110   |
| 3    | Colombie-Britannique      | 22            | 33                | 33                 | 88    |
| 4    | Alberta                   | 14            | 24                | 37                 | 75    |
| 5    | Saskatchewan              | 6             | 8                 | 14                 | 28    |
| 6    | Manitoba                  | 6             | 3                 | 6                  | 15    |
| 7    | Nouveau-Brunswick         | 3             | 4                 | 6                  | 13    |
| 8    | Yukon                     | 3             | 1                 | 4                  | 8     |
| 9    | Terre-Neuve-et-Labrador   | 2             | 2                 | 0                  | 4     |
| 10   | Nouvelle-Écosse           | 0             | 2                 | 2                  | 4     |
| 11   | Territoires du Nord-Ouest | 0             | 1                 | 0                  | 1     |
| 12   | Île-du-Prince-Édouard     | 0             | 0                 | 1                  | 1     |